# Émile Merlin
Émile Alphonse Louis Merlin (* 12. Oktober 1875 in Mons; † 29. Juli 1938, Le Bourg-d’Oisans) war ein belgischer Mathematiker und Astronom.

## Leben
Merlin besuchte das Königliche Athenäum in Brüssel und studierte in Lüttich und Gent. 1900 wurde er in Mathematik promoviert. Es folgte ein Auslandsaufenthalt 1901 bis 1903 in Paris an der Sorbonne, am Collège de France und in Göttingen. 1904 wurde er Assistent am Observatorium in Uccle. 1909 stieg er zum Astronome adjoint auf. Ab 1912 hielt er Vorlesungen über Astronomie und Geodäsie in Gent und 1919 wurde er ordentlicher Professor und Direktor der geographischen Station. 
Er war Alpinist und starb bei einem Bergunfall in den französischen Alpen in Le Bourg d´Oisans.
Merlin war Mitarbeiter der französischen Ausgabe der Enzyklopädie der mathematischen Wissenschaften.
Für seine Arbeiten zur Himmelsmechanik erhielt er den Preis A. de Potter der Königlich Belgischen Akademie der Wissenschaften. Er war Präsident der belgischen mathematischen Gesellschaft, Ehrenmitglied der astronomischen Gesellschaft von Mexiko und Mitglied der Kommission für Mathematik und Astronomie des Fonds national de la recherche scientifique in Belgien. Er war Invited Speaker auf dem Internationalen Mathematikerkongress in Toronto 1924 (Sur les lignes asymptotiques en géométrie infinitésimale) und in Oslo 1936 (Sur certains mouvements des fluides parfaits).